# Championnat d'Espagne de rugby à XV de 2e division
Le championnat d'Espagne de rugby à XV de 2e division, dénommé División de Honor B, oppose trente-six clubs espagnols de rugby à XV.

## Historique
La deuxième division est créée en 1972, sous l’appellation Primera Nacional. D'abord organisée autour de 8 clubs, elle évolue en 1975, accueillant 4 poules régionales de 8 clubs. Le format va ensuite petit à petit évoluer, accueillant plus ou moins de poules selon les années. En 1991, le championnat revient à une poule unique de 12 clubs. Cela ne dure pas néanmoins, et dès 1994 on revient à un format à plusieurs poules.
En 1998, une refonte des divisions est organisée. Une nouvelle seconde division, en poule unique de 8 est créée sous l'appellation Primera Especial. La Primera Nacional devient alors la troisième division, et cessera d'exister en 2014. L'année suivante, le championnat est renommé División de Honor B, et il accueille 10 clubs. En 2004, le format évolue de nouveau : les clubs sont alors répartis en deux poules de 8 clubs. Ce format est stable jusqu'en 2013, où une troisième poule est ajoutée. Pour la première édition, les poules comportent 9 clubs. Dès l'année suivante, elles montent à 12 clubs.
Ce format de trois poules de 12 est toujours en vigueur aujourd'hui. La répartition dans les poules se fait de façon géographique. Le groupe A correspond à la zone Nord : y jouent les équipes des Asturies, de Cantabrie, de Castille-et-Léon, de Galice, de Navarre, de La Rioja et du Pays basque. Le groupe B correspond à la zone Est : y jouent les équipes d'Aragon, des Baléares, de l'Est de Castille-La Manche, de Catalogne, de Murcie et de la Communauté valencienne. Le groupe C, appelé Centre-Sud, accueille les autres clubs de Castille-La Manche, mais aussi les clubs d'Andalousie, des Îles Canaries, d'Extrémadure et de Madrid. Le titre se dispute sous forme de phases finales, où le vainqueur est promu en División de Honor, tandis que le finaliste peut jouer un barrage contre l'avant dernier de División de Honor.

## Palmarès
Cette liste présente le palmarès du championnat d'Espagne de 2e division masculin, avec ses noms officiels successifs: 
| Primera Nacional - 1973 Colegio Mayor Cisneros - 1974 RACA Sevilla - 1975 RC Cornellà (es) - 1976 Olímpico 64 Madrid - 1977 CN Barcelona, - 1978 Juventud Karmen RC, - 1979 pas de titre national - 1980 pas de titre national - 1981 pas de titre national - 1982 pas de titre national - 1983 pas de titre national - 1984 Colegio Mayor Cisneros (2) - 1985 Getxo RT - 1986 pas de titre national - 1987 pas de titre national - 1988 pas de titre national - 1989 pas de titre national - 1990 pas de titre national - 1991 pas de titre national - 1992 Bera Bera RT - 1993 RC Valencia (es) - 1994 RC Cornellà (es) - 1995 Real Canoe Natación Club - 1996 CDU Sevilla - 1997 CR El Salvador - 1998 Real Oviedo Rugby | Primera Especial - 1999 CD Arquitectura (es) División de Honor B - 2000 Moraleja Alcobendas R.U. - 2001 CAU Rugby Valencia (es) - 2002 RC Valencia (es) - 2003 Getxo RT (2) - 2004 Ciencias RC - 2005 Ordizia RE - 2006 CRC Pozuelo Madrid Noroeste - 2007 Club Alcobendas rugby (2) - 2008 CR La Vila - 2009 Gernika RT - 2010 Club Alcobendas rugby (3) - 2011 Getxo RT (3) - 2012 CR Complutense Cisneros (3) - 2013 Independiente RC - 2014 FC Barcelona - 2015 Club Alcobendas rugby (4) - 2016 Ciencias RC (2) - 2017 CR La Vila (2) - 2018 CD Aparejadores RC - 2019 Ciencias RC (3) - 2020 Getxo RT (4) - 2021 CR La Vila (3) |